# UFC 300
UFC 300: Pereira vs. Hill（ユーエフシー・スリーハンドレッド：ペレイラ・バーサス・ヒル）は、アメリカ合衆国の総合格闘技団体「UFC」の大会の一つ。2024年4月13日、ネバダ州ラスベガスのT-モバイル・アリーナで開催された。

## 大会概要
UFCのナンバーシリーズ大会として300回目の記念大会となる。本大会は王者アレックス・ペレイラと挑戦者ジャマール・ヒルによるUFC世界ライトヘビー級タイトルマッチ、王者ジャン・ウェイリーと挑戦者ヤン・シャオナンによるUFC世界女子ストロー級タイトルマッチ、ジャスティン・ゲイジーとマックス・ホロウェイのライト級戦（この試合はゲイジーがUFC 291で獲得したBMFベルトの防衛戦として5Rマッチで行われた）が組まれた。

## 試合結果

### アーリープレリム
第1試合 バンタム級 5分3R
○  デイブソン・フィゲイレード vs.  コーディ・ガーブラント ×
2R 4:02 リアネイキドチョーク
第2試合 ライト級 5分3R
○  ボビー・グリーン vs.  ジム・ミラー ×
3R終了 判定3-0（30-27、30-25、29-26）
第3試合 女子ストロー級 5分3R
○  ジェシカ・アンドラージ vs.  マリナ・ロドリゲス ×
3R終了 判定2-1（28-29、29-28、29-28）
第4試合 ライト級 5分3R
○  ヘナート・モイカノ vs.  ジェイリン・ターナー ×
2R 4:11 TKO（パウンド）

### プレリミナリーカード
第5試合 フェザー級 5分3R
○  ディエゴ・ロペス vs.  ソディック・ユサフ ×
1R 1:29 TKO（パウンド）
第6試合 女子バンタム級 5分3R
○  ケイラ・ハリソン vs.  ホリー・ホルム ×
2R 1:47 リアネイキドチョーク
第7試合 フェザー級 5分3R
○  アルジャメイン・スターリング vs.  カルヴィン・ケイター ×
3R終了 判定3-0（30-27、30-27、30-27）
第8試合 ライトヘビー級 5分3R
○  イリー・プロハースカ vs.  アレクサンダル・ラキッチ ×
2R 3:17 TKO（パウンド）

### メインカード
第9試合 ミドル級 5分3R
○  ボー・ニッカル vs.  コーディ・ブランデージ ×
2R 3:38 リアネイキドチョーク
第10試合 ライト級 5分3R
○  アルマン・ツァルキヤン vs.  チャールズ・オリベイラ ×
3R終了 判定2-1（28-29、29-28、29-28）
第11試合 ライト級 5分5R
○  マックス・ホロウェイ vs.  ジャスティン・ゲイジー ×
5R 4:59 KO（右フック）
※ホロウェイがBMFベルトの獲得に成功。
第12試合 UFC世界女子ストロー級タイトルマッチ 5分5R
○  ジャン・ウェイリー vs.  ヤン・シャオナン ×
5R終了 判定3-0（49-45、49-45、49-45）
※ウェイリーが2度目の王座防衛に成功。
第13試合 UFC世界ライトヘビー級タイトルマッチ 5分5R
○  アレックス・ペレイラ vs.  ジャマール・ヒル ×
1R 3:14 KO（左フック→パウンド）
※ペレイラが王座の初防衛に成功。

### 各賞
ファイト・オブ・ザ・ナイト：マックス・ホロウェイ vs. ジャスティン・ゲイジー
パフォーマンス・オブ・ザ・ナイト：マックス・ホロウェイ、イリー・プロハースカ
各選手にはボーナスとして30万ドルが授与された。

### カード変更
負傷などによるカードの変更は以下の通り。